# Жорес (станция метро)
Жорес (фр. Jaurès) — пересадочный узел линий 2, 5 и 7bis Парижского метрополитена на границе X и XIX округов Парижа.
Рядом со станцией располагаются Ротонд де ля Вийет и Бассейн де ля Вийет.

## История
- Первой в истории пересадочного узла открылась станция линии 2, это состоялось 23 февраля 1903 года. 18 января 1911 года открылся зал линии 7bis, который до 3 декабря 1967 года входил в состав линии 7.
- До 31 июля 1914 года станция называлась «Рю д’Алемань». В связи с началом Первой Мировой войны и объявлением Францией войны Германии станция была переименована в «Жорес» в честь известного французского политика Жана Жореса, убитого накануне объявления войны. Одновременно со станцией была переименована и улица, по которой она изначально была названа.
- 12 октября 1942 года, при реорганизации трассы линии 5, открылся её участок до станции Эглиз де Пантен, проходящий через Жорес. В 2012—2014 годах пересадочный узел прошёл реновацию.[2].

Пассажиропоток пересадочного узла по входу в 2011 году, по данным RATP, составил 6 046 012 человек. В 2013 году этот показатель сильно снизился и составил 4 992 926 пассажиров (85 место в рейтинге RATP).

## Галерея
- Линия 2: составы моделей MF 01 и MF 67
- Зал линии 5
- Зал линии 7bis
- Вывеска с названием станции в зале линии 5
- Зал линии 2
- Зал линии 5 (платформа в сторону Пляс д’Итали